# Ђербиди Супериоре (Павија)
Ђербиди Супериоре је насеље у Италији у округу Павија, региону Ломбардија.
Према процени из 2011. у насељу је живело 12 становника. Насеље се налази на надморској висини од 503 м.